# Horná Súča
Horná Súča (allemand : Obersutsch, hongrois : Felsőszúcs) est un village de Slovaquie situé dans la région de Trenčín.

## Histoire
La première mention écrite du village date de 1208.

## Démographie

### Évolution de la population
| Année:               | 1994. | 2004.   | 2014.   | 2024.   |
| -------------------- | ----- | ------- | ------- | ------- |
| Nombre de personnes: | 3640  | 3503    | 3422    | 3281    |
| Différence:          |       | -3,76 % | -2,31 % | -4,12 % |

| Année:               | 2023. | 2024.   |
| -------------------- | ----- | ------- |
| Nombre de personnes: | 3276  | 3281    |
| Différence:          |       | +0,15 % |